# Englegård
Englegård er en svensk dramafilm fra 1992 skrevet og instrueret af Colin Nutley. Filmen har Helena Bergström, Rikard Wolff og Sven Wollter i hovedrollerne.
Filmen blev nomineret til fem Guldbagge-priser og vandt to for henholdsvis bedste film og bedste instruktør. Den blev efterfulgt af Englegård - næste sommer i 1994.

## Handling
Filmen handler om et lille svensk landsbysamfunds møde med to unge fra storbyens kunstnermiljø. De fremmedes ankomst bliver den katalysator, som bringer en række skjulte konflikter for dagens lys.

## Medvirkende
- Helena Bergström som Fanny Zander
- Rikard Wolff som Zac
- Sven Wollter som Axel Flogfält
- Per Oscarsson som Erik Zander
- Viveka Seldahl som Rut Flogfält
- Reine Brynolfsson som Henning Collmer
- Ernst Günther som Gottfrid Pettersson
- Tord Peterson som Ivar Pettersson
- Ing-Marie Carlsson som Eva Ågren
- Jan Mybrand som Per-Ove Ågren
- Peter Andersson som Ragnar Zetterberg
- Görel Crona som Anna-Lisa Zetterberg
- Jakob Eklund som Mårten Flogfält
- Carl-Einar Häckner som Sigfried
- Johannes Brost som Fannys kammerat